# Castello dei Curtensi
Il Castello dei Curtensi, (o Castello dei Cortesi), era l'antico Castrum bizantino di Ferrara, primo nucleo medievale della città, a nord della Ferrariola.

## Storia

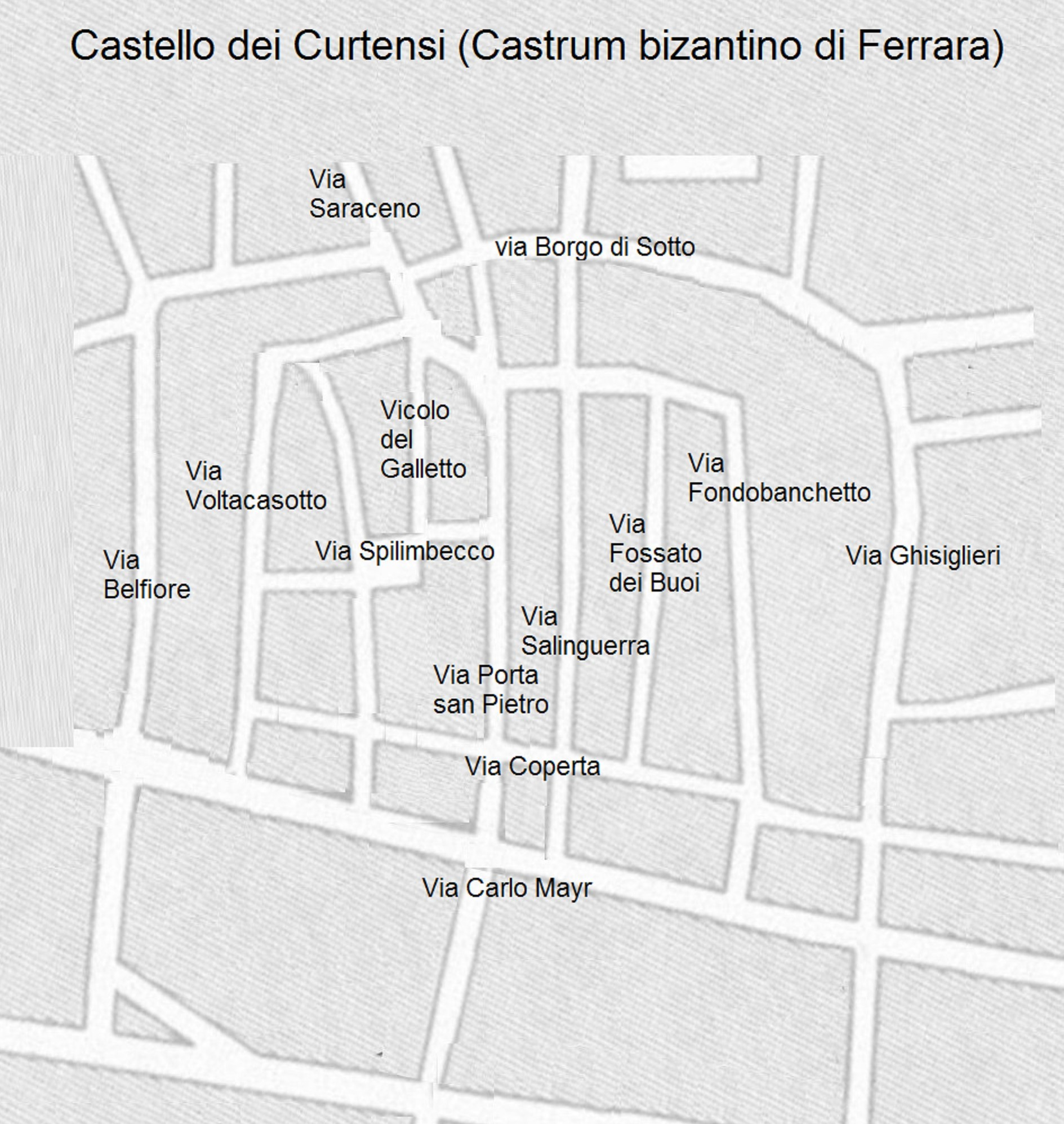
Il Castrum bizantino di Ferrara ancora riconoscibile nella struttura cittadina. Queste le vie che ne facevano parte o vi erano vicine.

Un primo nucleo fortificato a Ferrara esisteva almeno sino dalla fine del VI secolo, e si trovava a nord della prima basilica ferrarese, sulla sponda sinistra del ramo del Po di Volano. 
I bizantini costruirono un castrum a difesa del principale traghetto che univa l'isola formata dai due rami del Po con il territorio a nord, e questa struttura difensiva era circondata da un fossato. La sua funzione iniziale fu quella di difendere il territorio di Ravenna. In seguito, quando le contese tra esarcato ravennate e papato romano portarono alla distruzione della sede vescovile di Voghenza ed alla morte del suo vescovo Maurelio, questa sede venne spostata vicino al castrum, nel punto dove il Po si ramifica. L'area si trova ancora oggi leggermente sopraelevata rispetto al resto dei quartieri vicini e probabilmente la scelta del luogo in origine fu dettata anche da questo fattore.
Un secondo punto fortificato venne fatto costruire soltanto alla fine del X secolo da Tedaldo di Canossa, ed aveva la stessa funzione del Castrum, cioè difendere un altro traghetto che collegava le due sponde del Po più ad ovest, dove la città stava crescendo. Questo divenne Castel Tedaldo, e tra questi due nuclei la città era formata in quel periodo da piccoli borghi ed insediamenti che si affacciavano sul fiume, su una pianta lineare sottile ed allungata.
Uno degli edifici presenti nell'area e di maggior interesse è la casa Pisani, anche nota come casa del Capitano, che risale almeno al XII secolo.

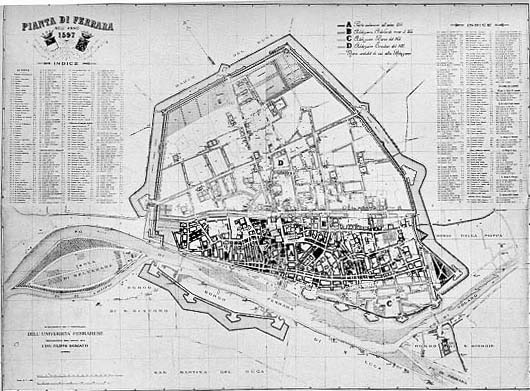
Pianta di Ferrara nel 1597.

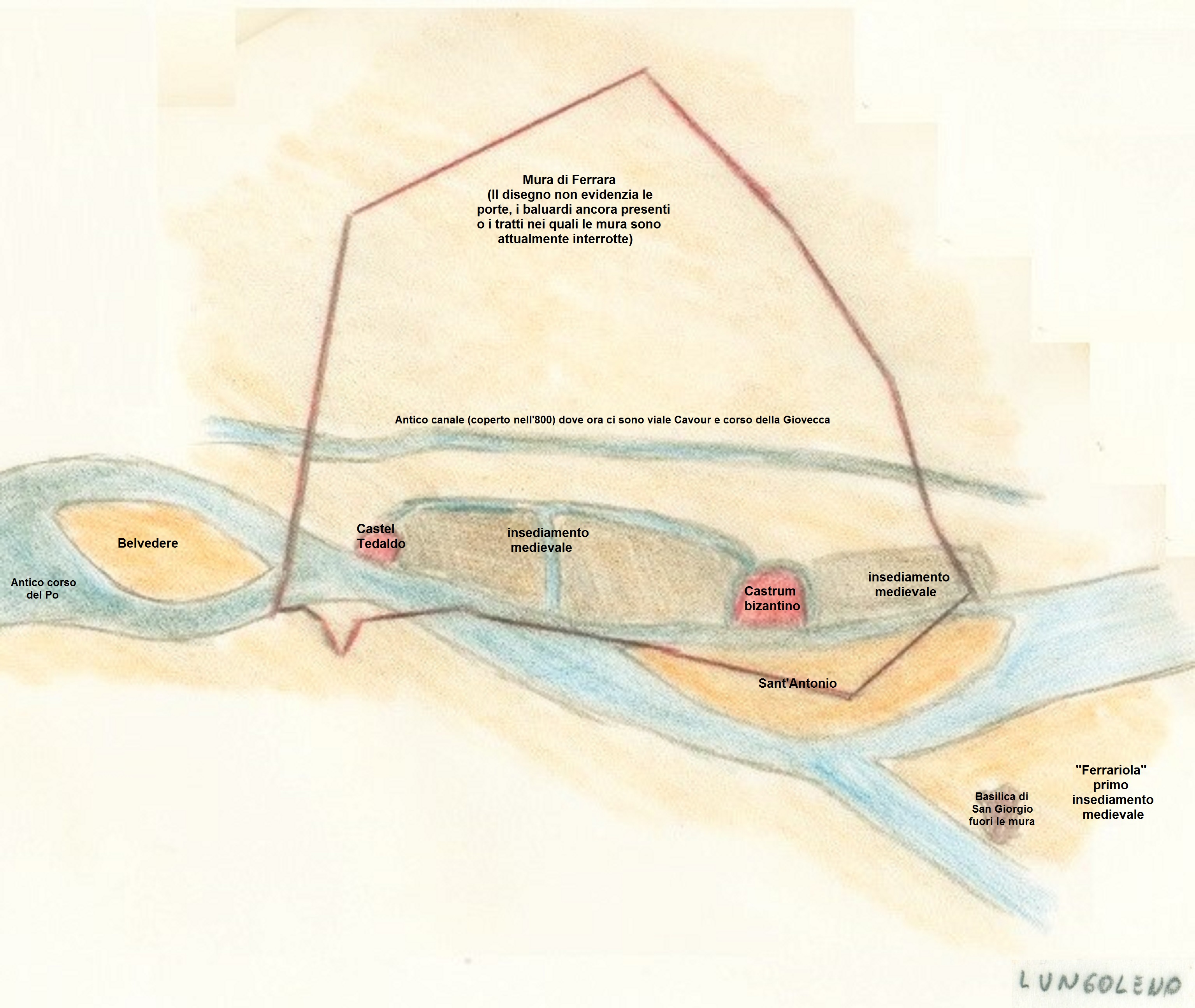
Ricostruzione della posizione del Castrum bizantino di Ferrara.

### La città lineare
Il primo nucleo fortificato del castrum bizantino fu costruito a nord dell'isola di Sant'Antonio ed unito all'altra isola, quella di San Giorgio, che si trovava alla biforcazione del Po. Lentamente sorsero insediamenti prima accanto alla sede vescovile trasferita da Voghenza all'isola di san Giorgio (Ferrariola) e poco a poco anche sulla riva a nord del Po. 
La nuova città stava nascendo quindi dal Castello dei Curtensi perché l'area attorno alla Basilica di San Giorgio fuori le mura era destinata a diventare un quartiere di Ferrara, e la stessa basilica principale della città sarebbe poi divenuta la nuova San Giorgio.
Il castrum era difeso da militari e questi avevano bisogno di rifornimenti per il loro sostentamento. Fu quindi l'esigenza di avere vicino alla guarnigione diversi fornitori di generi alimentari a stimolare la formazione di insediamenti sempre più estesi lungo la sponda del Po dove stava la fortezza a difesa, verso nord, della sede vescovile sull'isola di San Giorgio.

### Santa Maria Anteriore
Quando sorse questa fortezza che, come si è visto, aveva il compito di difendere non solo il traghetto ma anche la sede vescovile di San Giorgio da eventuali attacchi da nord, la basilica di San Giorgio fuori le mura era l'unica fonte battesimale nell'area. 
Gli insediamenti che intanto stavano ampliando la città di Ferrara fecero sentire la necessità di costruire una chiesa battesimale più vicina al Castrum. Per questo fine fu scelta la zona di Borgo Vado, leggermente a nord rispetto al castello dei Curtensi, e la piccola pieve, edificata attorno al X secolo, fu chiamata chiesa di Santa Maria Anteriore. In seguito fu parzialmente distrutta e poi ricostruita, diventando l'attuale chiesa di Santa Maria in Vado.

### Origini dei nomi
Quest'antica area fortificata è nota principalmente con tre nomi:
- Castrum perché formava una corona fortificata di mura e torri riconoscibile ancora oggi guardando la cartina della città moderna e bizantino a causa del legame stretto tra la Sede titolare di Voghenza, e Ravenna, che all'epoca rientrava nel territorio controllato dall'Impero bizantino.
- Castello dei Curtensi inteso come struttura organizzata per la difesa territoriale e costruita attorno ad una corte, secondo un sistema medievale.[6]
- Castello dei Cortesi, usato più raramente, probabilmente come variante del precedente o come riferimento alla nobiltà delle famiglie che lo controllavano.[7]